# Bengalia surcoufi
Bengalia surcoufi este o specie de muște din genul Bengalia, familia Calliphoridae, descrisă de Senior-white în anul 1923. Conform Catalogue of Life specia Bengalia surcoufi nu are subspecii cunoscute.